# ملولبة مخمسة
ملولبة مخمسة (الاسم العلمي: species pentagonoides) هي نوع منقرض من عضديات الأرجل تتبع جنس الملولبة من فصيلة الملولبات.